# 印第安萊克 (紐約州非建制地區)
印第安萊克（英語：Indian Lake）是位於美國紐約州漢密爾頓縣的非建制地區。

## 地理
印第安萊克所處的海拔為高於海平面531米（即1742英呎），而該地所採用的時區為UTC-5，即北美东部时区（EST）。同時該地設有夏令時間，為UTC-5調快一小時，即UTC-4（EDT）。